# 3747 Belinskij
3747 Belinskij eller 1975 VY5 är en asteroid i huvudbältet som upptäcktes den 5 november 1975 av den ryska astronomen Ljudmila Tjernych vid Krims astrofysiska observatorium på Krim. Den har fått sitt namn efter Vissarion Belinskij.
Asteroiden har en diameter på ungefär 26 kilometer.